# Заикин, Пётр Илларионович
Пётр Илларионович Заикин — советский военно-морской деятель, инженерный работник, преподаватель, начальник кафедры паровых котлов Высшего военно-морского инженерного училища имени Ф. Э. Дзержинского, инженер-капитан 1-го ранга (1940).

## Биография
Родился в русской семье, беспартийный. Начальник кафедры паровых котлов ВВМИУ им. Ф. Э. Дзержинского, много лет преподавал там, неоднократно возглавляя учебный отдел.

### Звания
- Инженер-механик-мичман (5 октября 1913);
- Инженер-механик-лейтенант (11 сентября 1915);[1]
- Инженер-флагман 3-го ранга (10 мая 1939);[2][3]
- Инженер-капитан 1-го ранга (8 июня 1940);[4]

### Награды
- Орден Ленина;
- Орден Красного Знамени;
- Орден «Знак Почёта»;
- Медали.